# 金山町立東第二中学校
金山町立東第二中学校（かなやまちょうりつ ひがしだいにちゅうがっこう）は、かつて岐阜県益田郡金山町（現・下呂市）にあった公立中学校。

## 概要
- 旧・郡上郡東村の中学校であり、東第二小学校に併設されていた。
- 1970年、金山町の4つの中学校（濃斐中学校・菅田中学校・東中学校・東第二中学校）を統合し、金山中学校の新設により廃校。廃校時の生徒数は42名。
- 廃校後は東第二小学校の校舎の一部として使用されたが、岩屋ダムの建設によりダム湖に没した。

## 沿革
- 1947年（昭和22年）
  - 4月1日 - 郡上郡東村に東村立東中学校卯野原分校として開校。東村立東第二小学校に併設。
  - 9月 - 校舎が完成。
- 1950年（昭和25年）5月 - 東村立東第二中学校として独立する。東第二小学校に併設。
- 1955年（昭和30年）3月1日 - 武儀郡金山町、菅田町、郡上郡東村、益田郡下原村が合併し、益田郡金山町が発足。同時に金山町立東第二中学校と改称する。
- 1967年（昭和42年） - 金山町内の4つの中学校（濃斐中学校・菅田中学校・東中学校・東第二中学校）の統合計画が作成される。
- 1970年（昭和45年）
  - 　3月31日 - 金山町内の中学校を統合し、金山町立金山中学校の新設により廃校。
  - 4月1日 - 金山町立金山中学校東第二分教室となる。
- 1971年（昭和46年）3月 - 岩屋ダムの建設により校区の住民が集団離村。東第二小学校が廃校となり、金山中学校東第二分教室は事実上休校となる。
- 1972年（昭和47年） - 金山中学校の統合校舎が完成し、金山中学校東第二分教室を廃止。